# Historia Wyspy Księcia Edwarda
Historia Wyspy Księcia Edwarda – Wyspa Księcia Edwarda została wydzielona z Nowej Szkocji jako oddzielna kolonia w 1764 r. W 1851 otrzymała status dominium. Większość ludności kolonii była emigrantami z Anglii, Szkocji i Irlandii. Istniały tam także nieliczne gminy ludności akadyjskiej i Indian Mikmaków (Mi'kmaq, Micmac). W momencie powołania kolonii wyspa została podzielona na 67 działek ziemskich, a one same rozlosowane pośród osób bliskich królewskiego dworu. Rozpoczęło to długotrwały kryzys społeczny, który trawił wyspę przez ponad sto lat i zakończył się do dopiero po przystąpieniu dominium do Konfederacji Kanady w 1873 r.

## Wczesne dzieje –Isle St. Jeane
Wyspa Isle St. Jeane, która była częścią Akadii zamieszkana była przez niewielkie grupy Mikmaków, lecz choć była widoczna z brzegów kontynentalnych, początkowo nie wzbudziła zainteresowania kolonistów. Nieliczna społeczność akadyjska skupiona była w osiedlach w dolinie rzeki Annapolis. Dopiero gdy Francja straciła Akadię na rzecz Brytyjczyków (z wyłączeniem Cape Breton i samej wyspy) zainteresowanie nią wzrosło. Pierwszymi Francuzami, którzy się tam osiedlili byli zbiegowie akadyjscy, którym udało się uniknąć deportacji z Nowej Szkocji. Na wyspie osiadło wtedy kilkadziesiąt, a być może kilkaset akadyjskich rodzin.

## Kolonia i dominium Wyspy Księcia Edwarda
Po zakończeniu wojny z Indianami i Francuzami wyspa została włączona do imperium brytyjskiego jako Wyspa Księcia Edwarda. Dopiero wtedy doceniono jej walory gospodarcze – urodzajne gleby, obfite w drewno lasy i szeroki dostęp do łowisk morskich. W połowie lat sześćdziesiątych XVIII wieku, zgodnie z wolą administracji kolonialnej, wyspa została podzielona na 67 obszarów ziemskich. Działki te, z których każda obejmowała powierzchnię 8 tysięcy hektarów, zostały rozlosowane pośród najbliższego otoczenia króla Jerzego III. Także sam król uczestniczył w loterii, chociaż jemu się nie poszczęściło. Nowi właściciele obejmując ziemie zobowiązywali się zorganizować zasiedlenie przynajmniej jednej trzeciej swych posiadłości oraz utworzyć odpowiednią infrastrukturę – między innymi założyć i sfinansować szkołę elementarną. W zamian za to mieli pobierać czynsze od osadników. Poza dwoma obszarnikami, którzy poważnie potraktowali swoje zobowiązania, reszta ograniczyła się do biernego oczekiwania na pojawienie się osiedleńców i pobierania od nich, często wygórowanych, czynszów. Fakt niedopełnienia zobowiązań obszarniczych powinien być wystarczający do odebrania właścicielom ich posiadłości, jednak ze względu na to, że były nimi osoby (a także ich potomkowie) o szerokich wpływach politycznych, nigdy do tego nie doszło. Wynikiem tego był problem tzw. nieobecnych obszarników – The Absentee Landlord Question, który zdominował życie polityczne kolonii przez ponad sto lat.
Gdy w 1851 kolonia została zamieniona w samodzielne dominium, problem ten stał się czynnikiem kształtującym scenę polityczną. Na wzór angielski i podobnie jak w sąsiednich dominiach zgromadzenie legislacyjne zdominowały dwie partie – Konserwatywna, której przedstawiciele stali na stanowisku poszanowania własności obszarników i poszukiwania konstytucjonalnych metod rozwiązania problemu, i Liberalna, której członkowie reprezentowali bardziej radykalne idee, zmierzające nawet do konfiskaty gruntów.
Próbą rozwiązania problemu było uchwalenie ustawy o zakupie gruntów Land Purchase Act z 1853. Zobowiązywała ona rząd dominium do wykupu ziem od nieobecnych obszarników, lecz tylko wtedy, gdy tamci pragnęli je sprzedać. W ten sposób zakupiona ziemia miała być odsprzedawana dzierżawcom po preferencyjnych cenach. Niestety, mimo pewnego zainteresowania wyzbywaniem się ziemi przez posiadaczy, sprawa utknęła w martwym punkcie ze względu na braki w budżecie dominium. Zwrócono się do władz brytyjskich o pomoc materialną, lecz prośba została odrzucona. Niepowodzenie rządu skłoniło najemców do podjęcia bardziej radykalnych działań. W ten sposób powstała Liga Dzierżawców. Członkowie jej skłaniali się do radykalnych działań, do których należały między innymi odmowa płacenia czynszów, działalność propagandowa, demonstracje. Sporadycznie dochodziło także do rozruchów.
Mimo tego palącego problemu dominium dynamicznie się rozwijało. W początku lat sześćdziesiątych XIX wieku ludność wyspy osiągnęła 87 tysięcy mieszkańców. Większość z nich zajmowała się rolnictwem. Życie miejskie było zjawiskiem marginalnym. Największe miasto wyspy, a zarazem jej stolica Charlottetown z 7 tysiącami mieszkańców, było uznawane za pomniejsze miasto jak na standardy Atlantyckiej Kanady. Najlepszym źródłem sielskiej wyspiarskiej atmosfery są powieści najsłynniejszej pisarki kanadyjskiej, mieszkanki wyspy Lucy Maud Montgomery. Przekrój demograficzny wykazywał znaczna przewagę ludności o pochodzeniu brytyjskim – Anglików, Szkotów i Irlandczyków. Istniały także mniejsze społeczności czarnych, akadyjskie i indiańskie (Mikmakowie). Gospodarka wyspy bazująca na rolnictwie, leśnictwie i rybołówstwie, była silna i zorientowana na amerykański rynek. Czerpała korzyści z korzystnej dla brytyjskich kolonii umowy handlowej z USA. Postawę wyspiarzy charakteryzowała duża niezależność. Idee zjednoczeniowe w ramach unii dominiów atlantyckich oraz szerokiej unii kanadyjskiej, choć rozważane w kręgach politycznych, były bardzo niepopularne wśród ludności.

## Na drodze doKonfederacji
Wybór Charlottetown, centrum antyunijnych nastrojów, na miejsce konferencji konfederacyjnej miało na celu zapewnienie sobie udziału przedstawicieli wyspy na tej konferencji. Będąc jej gospodarzami czuli się zobowiązani do czynnego wzięcia w niej udziału. Delegatami na konferencję zostali czołowi politycy wyspiarscy, reprezentujący różne opcje polityczne – John Hamilton Gray, Edward Palmer, William Henry Pope, Andrew Archibald Macdonald i George Coles. Gospodarze znakomicie wywiązali się ze swych obowiązków. Konferencja obok politycznych rozmów stała się wydarzeniem towarzyskim na szeroką skalę. Po zakończeniu konferencji wszyscy delegaci udali się w podróż krajoznawczą po regionie, odwiedzając także Nową Szkocję i Nowy Brunszwik.
Siłą rozpędu wzięli także udział w konferencji w Quebecu. Do delegacji dodatkowo dołączyli Thomas Heath Haviland i Edward Whelan. Delegaci Wyspy zadziwili przedstawicieli innych części Kanady swoim brakiem zgody i kłótliwością. Politycy reprezentujący wyspy mieli długą historię wzajemnych wrogości, i tak na przykład Cole i Palmer mieli na swoim koncie pojedynek, a ten drugi ciągle nie mógł zapomnieć Grayowi niedawnej przegranej w wyborach, gdy ten ostatni zdobył fotel premiera tylko niewielka przewagą. Zdecydowani antykonfederaci, których przywódcą był Edward Palmer, widzieli bardzo niewiele korzyści w przystąpieniu do konfederacji. Nawet prokonfederaci mieli spore wątpliwości, skoro rezolucja quebecka nie przewidywała możliwości federalnego finansowania wykupu ziem nieobecnych obszarników.
Wobec tego szeregi konfederatów znacznie się przerzedziły. George Coles, niedawny prokonfederata, wycofał swoje poparcie i dołączył do opozycji. Także opinia publiczna skłaniała się przeciw. Pięć z siedmiu gazet wychodzących na wyspie agitowało przeciw konfederacji. W grudniu 1864 zgromadzenie legislacyjne przegłosowało rezolucję zwaną No Terms Resolution, odrzucającą warunki zaproponowane w rezolucji quebeckiej. Jesienią 1866 roku próbowano skusić dominium do akcesu 800-tysięczną dotacją na wykup gruntów. Było to jednak zbyt mało by przekonać niezależnych wyspiarzy. Propozycja została odrzucona.
W momencie gdy pozostałe cztery prowincje rozpoczęły budowę nowego państwa, Wyspa Księcia Edwarda pozostała niezależna. Znacznie osłabiony obóz prokonfederacyjny nie dał jednak za wygraną. W 1869 udało się im wynegocjować korzystniejsze warunki konfederacyjne. Tym razem propozycja kanadyjska obejmowała doraźną pomoc budżetową, dofinansowanie w wysokości 80 centów rocznie na mieszkańca, jednorazowy datek w wysokości 800 tysięcy dolarów na wykup gruntów nieobecnych posiadaczy oraz zobowiązanie utworzenia stałego połączenia promowego pomiędzy wyspą a stałym lądem. Warunki te zostały ponownie odrzucone przez rząd Roberta Haythorne’a w styczniu 1870 roku.
Wkrótce jednak okazało się, że samodzielność nie jest taka atrakcyjna. Wraz z wygaśnięciem traktatu o wolnym handlu z USA spadły dochody wyspy. Nowe porozumienia handlowe, zawierane przez Kanadę z południowym sąsiadem, z powodu nacisków brytyjskich zostały przez wyspę odrzucone. Dodać do tego należy bardzo ambitny plan rozbudowy infrastruktury na wyspie, między innymi budowy linii kolejowej, który nadwerężył będące i tak już w kryzysie finanse wyspiarskie. W roku 1874 Dominium Wyspy Księcia Edwarda stanęło na granicy bankructwa. Jedyną nadzieją i źródłem pomocy była Kanada. W tej sytuacji nawet antykonfederaci zorientowali się, że bez pomocy Kanady niemożliwe będzie rozwiązanie problemów wyspy. W lutym 1873 Robert Haythorne i David Laird udali się do Ottawy. Wynegocjowane warunki przyćmiły swą hojnością wszystkie poprzednie. Obok przyrzeczonej wcześniej pomocy budżetowej na spłatę długu w związku z budową kolei i datku na zakup ziemi dołączono jednorazowy datek wysokości 50 dolarów na mieszkańca, co było sporą sumą jak na owe czasy. Przyłączenie Wyspy Księcia Edwarda kosztowało Kanadę astronomiczną jak na owe czasy sumę 4 milionów dolarów. Dodatkowo Kanada przyrzekła utworzyć stałe, niezależne od pogody połączenie pomiędzy wyspą a stałym lądem. Tę obietnicę udało się zrealizować dopiero 110 lat później, wraz z budową mostu konfederacji. Dodatkowo Wyspa Księcia Edwarda uzyskała większą reprezentację – sześciu deputowanych w parlamencie federalnym, więcej niż to wynikało z populacji wyspy. Warunki zaproponowane przez Kanadę stały się podstawą rezolucji przyjętej przez zgromadzenie legislacyjne zdecydowaną większością głosów (tylko dwóch deputowanych głosowało przeciw).

## Wyspa Księcia Edwarda wKonfederacji
Prowincja dołączyła do Konfederacji 1 lipca 1873 roku. Dla zgromadzonego tłumu przed odświętnie przystrojonym gmachem zgromadzenia legislacyjnego w Charlottetown odczytano proklamację zjednoczeniową. Nastroje były świąteczne i brak było atmosfery smutku czy agresji, jak siedem lat wcześniej w Nowej Szkocji i Nowym Brunszwiku. Jednak jeszcze przed całe dziesięciolecia, a praktycznie po współczesne czasy, wyspiarze zachowali swe niezależne postawy, tak odróżniające ich od kontynentalnych Kanadyjczyków.
Mimo wszystko wyspiarze włączyli się w życie federacji. W pierwszej grupie deputowanych do parlamentu federalnego znalazł się weteran wyspiarskiej polityki James Pope. Wkrótce został ministrem w rządzie Johna Macdonalda, obejmując tekę ministra rybołówstwa. Robert Haythorne zaś otrzymał nominację do senatu.